# Uckerfelde
Uckerfelde là một đô thị thuộc huyện Uckermark, bang Brandenburg, Đức.